# 아나톨리 키나흐
아나톨리 키릴로비치 키나흐(우크라이나어: Анатолій Кирилович Кінах, 1954년 8월 4일~)는 우크라이나의 정치인이자 미콜라이우 국립 인문대학교의 명예 교수이다. 그는 국회의원으로 오랜 기간 활동하였으며, 현재는 우크라이나 산업기업가당 당수를 맡고 있다.
키나흐는 이전에 2001년부터 2002년까지 레오니드 쿠치마 대통령 하에서 우크라이나 총리를 지냈으며, 제1부총리 및 경제부 장관을 역임했다. 1996년부터는 비정부 경제단체인 우크라이나 산업기업가 연맹(USPP)의 회장으로 재직 중이다.

## 생애
키나흐는 1954년 8월 4일, 몰도바 SSR (현재의 몰도바) 브러투셴 마을에서 태어났다. 1978년에는 레닌그라드 조선공학연구소를 졸업하고 조선 기술자로서 학위를 받았다. 학업을 마친 후에는 탈린 조선소에서 기술자로 경력을 시작했으며, 1981년부터는 미콜라이우의 오케안 조선소에서 근무했다.

### 정치 경력
1990년 4월, 키나흐는 우크라이나 최고 라다에 처음으로 선출되었으며, 의회에서는 경제 개혁 관련 위원회에서 활동했다. 1992년에는 우크라이나 남부 미콜라이우주에서 대통령 대표로 임명되었고, 1995년에는 예우헨 마르추크 내각에서 산업 문제를 담당하는 우크라이나 부총리로 임명되었다.
1990년대 초반, 키나흐는 미콜라이우주 지방정부에서 여러 직책을 역임하였다. 1995년부터 1996년까지는 우크라이나 산업정책부 장관을 지냈다.
2001년 5월 29일부터 2002년 11월 21일까지는 우크라이나 총리로 재임하였다.
2002년 총선에서는 정당 연합체 통일 우크라이나를 위하여! 명단으로 최고 라다에 재선되었다.
2004년 대통령 선거에서는 2000년부터 당수를 맡고 있던 우크라이나 산업기업가당의 후보로 출마하였다. 그의 대선 공약은 친우크라이나적 외교 노선을 강조하였으며, 유럽 연합(EU) 가입이 독립국가연합(CIS) 국가들 및 러시아와의 관계 발전에 장애가 되어서는 안 된다는 입장을 취했다.
대선 운동 기간 동안, 키나흐는 당시 정부가 지지하던 후보이자 총리였던 빅토르 야누코비치와 공개적으로 결별하며 "범죄자는 우크라이나 대통령이 되어서는 안 된다"고 선언하였다. 이후 그는 야권 지도자 빅토르 유셴코를 지지하며 오렌지 혁명에 적극적으로 참여했고, 유셴코가 대통령으로 선출되자 초대 율리야 티모셴코 내각에서 제1부총리로 임명되었다. 2005년 9월 27일에는 우크라이나 국가안보국방위원회(NSDC) 서기로 임명되었다.
2006년 총선에서는 친유셴코 성향의 정당 연합인 우리 우크라이나 소속으로 출마하여, 명단 순위 2번에 배정되었다.